# نو مین وو
نو مین وو (انگلیسی: No Min-woo؛ زادهٔ ۲۹ مهٔ ۱۹۸۶) موسیقی‌دان اهل کره جنوبی است.
از فیلم‌ها یا برنامه‌های تلویزیونی که وی در آن نقش داشته‌است می‌توان به استوری آو واین، یک گل یخ‌زده و پاستاو مجموعه کیمیاگر،"عروسی بزرگ(کره ای)" و دوست‌دختر من یک گومیهو است اشاره کرد.